# Jeremiah Clemens
Jeremiah Clemens (Huntsville, 1814. december 28. – Huntsville, 1865. május 21.) az Amerikai Egyesült Államok szenátora (Alabama, 1849–1853).